# Penedès

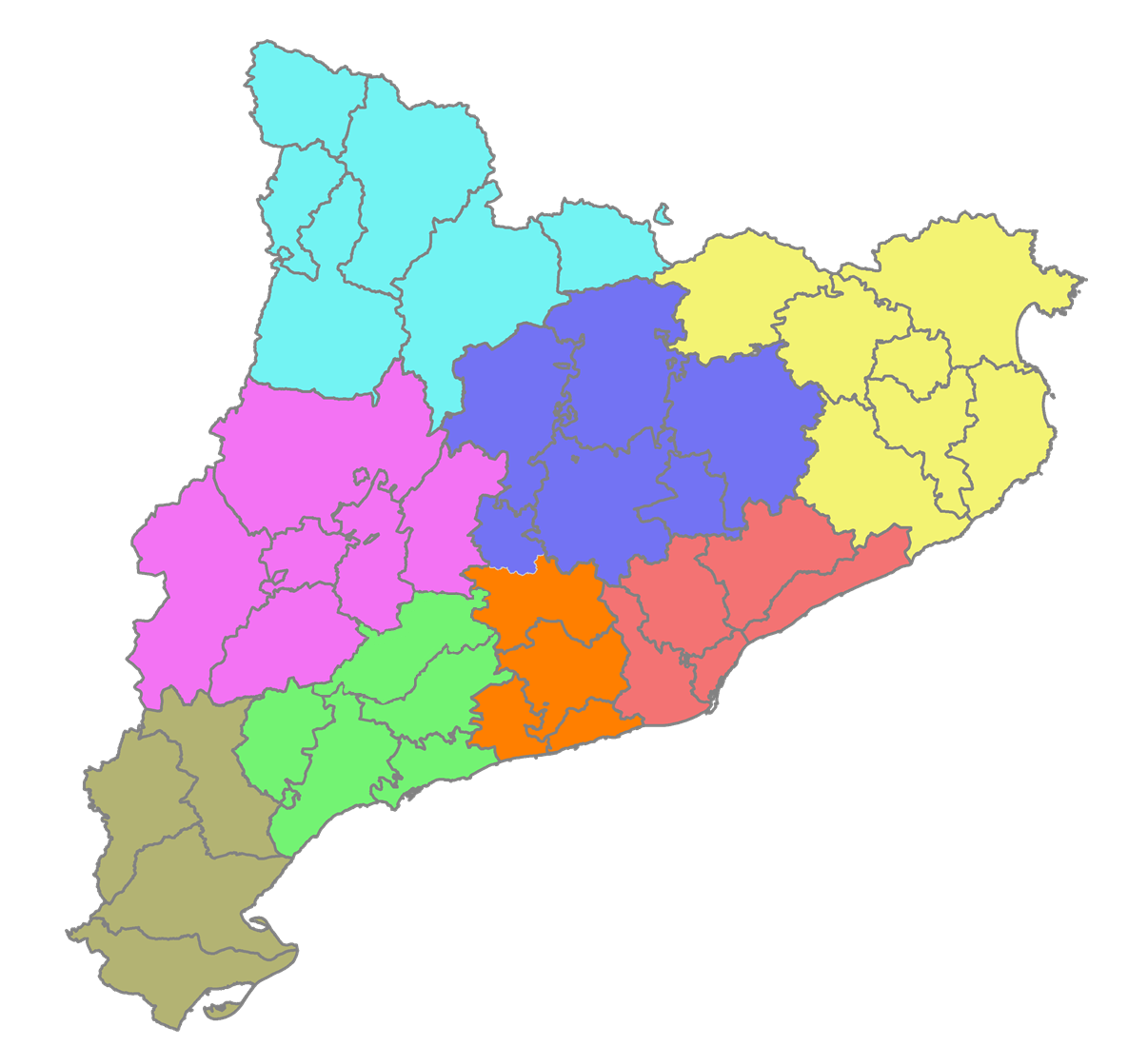
Penedès

Mapa comarcal on apareix la comarca natural del Penedès

El Penedès històric (La Conca d'Òdena històricament s'ha associat més aviat amb la Baixa Segarra, tot i que ha estat inclosa al mapa, que correspon a l'actual Vegueria)

El Penedès és una comarca natural, un territori històric català i actualment també una vegueria i un Àmbit Funcional Territorial. La comarca natural va ser subdividida el 1936 en les comarques de l'Alt Penedès, el Baix Penedès i el Garraf. La vegueria inclou també la comarca de l'Anoia sense incloure, però, els municipis de l'Alta Segarra excepte Copons i Rubió.

## Etimologia
El gentilici n'és penedesenc, penedesenca. El topònim està documentat al segle x com Penetense, adjectiu llatí derivat de pinna, 'penyal' o 'roca', amb el sentit de territori rocallós.

## Història
El Penedès fou conquerit per Ramon Borrell, que el va incorporar al Comtat de Barcelona el 1012. El 1304 Jaume el Just autoritzarà la formació oficial de la vegueria de Vilafranca o del Penedès, i amb diversos canvis al llarg del temps. Històricament el Penedès estava integrat en la vegueria de Vilafranca del Penedès que incloïa a més la sotsvegueria d'Igualada, que amb la divisió comarcal correspon a l'actual comarca de l'Anoia.
El territori ha donat lloc a la Denominació d'Origen Penedès que inclou municipis d'altres comarques.
El 14 de juliol del 2010 es va trobar es va tramitar al parlament la llei que converteix el Penedès en un àmbit funcional territorial. Finalment el febrer de 2017 va ser acceptat com una nova vegueria catalana.

## Administració i demografia
| Comarca                           | Habitants |
| --------------------------------- | --------- |
| Garraf                            | 161.973   |
| Alt Penedès                       | 114.215   |
| Baix Penedès                      | 118.595   |
| Anoia (exceptuant l'Alta Segarra) | 122.052   |
| Total d'habitants                 | 516.835   |

## Parlar penedesenc
El 2012, l'Institut d'estudis penedesencs va llançar un projecte per inventoriar el parlar penedesenc, conduït pel filòleg Ramon Marrugat. El Lèxic del Parlar del Penedès es pot consultat en línia.
Uns quants exemples indicatius del material lèxic (mots i accepcions), pertanyents tanmateix al tresor general de la llengua, tenen un ús significativament intens a la comarca: arraix, arraixa «avar avara»; ceballot «calçot», corraló/correló «carreró», «accés a les eixides de les cases»; endimari «andròmina»; gaveta «gamella, caixó de fusta dels paletes»; rocallís «superfície rocosa sense vegetació»; torreta «test, vas de terrissa per a les plantes»; tou «massa, abundància»; verga «sarment, redolta». També cal esmentar els adverbis característics del parlar penedesenc: boi «quasi, gairebé»; tantost «de poc».
Alguns termes tenen una accepció específica: sínia «hortet»; pèlec «toll»; primavera «mallerenga».
Particularitats dialectals provinents de fenòmens fonètics: allavòrens «aleshores»; còbit «còlit» (ocell); escarxofa «carxofa»; esturbiar «estalviar»; forniga «formiga»; fredulega «fredeluga» (ocell); llargandaix «llangardaix, lluert»; jonoll «genoll»; mercoc «albercoc»; nantros/naltros «nosaltres».
Mots derivats de l'activitat econòmica: el cava (masculí singular); les caves (femení plural); carga/càrrega de raïm «mesura de pes»; trajo «espai de la platja reservat a les barques dels pescadors».
Mots de la cuina i l'alimentació: coques de Vilafranca; préssecs d'Ordal; xató.
Mots de l'expressivitat del lleure: afanyador «la taula del pa beneit»; cassoleta «acotxador»; esparriot «mena de disfressa i personatge de Carnaval»; torre «castell de dos pilars»; xiquets «castellers».
Localismes rellevants: calar la bota «fer volar l'estel' (Vilanova); cupoll «baldufa» (Vilafranca); estoret «ventafocs' (Vilanova); marrana «còdol de platja» (Vilanova); marseca «esquelet, cos momificat» (Vilafranca); quarto de reixa «sala de planta baixa amb finestra al carrer» (Sitges).
Formació amb onomàstica penedesenca: grifi «mena de ciment blanc»; catània «ametlla xocolatada»; jornal del Vendrell «mesura agrària»; rajola del Vendrell.